# Quercus falcata
Quercus falcata — вид рослин з родини букових (Fagaceae); ендемік південного й центрального сходу США. Етимологія: лат. falcatus — «у формі серпа».

## Опис
Це середнє і велике листопадне дерево, яке сягає 30 м, зрідка 45 м. Стовбур короткий. Крона округла. Кора темно-сіра, глибоко борозниста в товсті пластини; внутрішня кора світло-жовта. Гілочки кутасті, з іржавими волосками. Листки товсті, 8–30 × 5–15 см; 3–7 часточок видовженої, серпоподібної форми; основа округла або U-подібна; верхівка гостра; верх блискучий темно-зелений; знизу іржаві волоски; ніжка листка жовтувата, 2–5 см, часто запушена. Цвіте навесні. Жолуді дворічні, поодинокі або парні; горіх майже кулястий, 9–16 × 8–15 мм, часто смугастий, укритий дрібним запушенням; чашечка блюдцеподібна до чашоподібної, заввишки 3–7 мм і 9–18 мм завширшки, укриває 1/3–1/2 горіха, зовнішня і внутрішня поверхні вкриті дрібним запушенням.

## Середовище проживання
Ендемік південного сходу й центрального сходу США: Міссісіпі, Меріленд, Луїзіана, Кентуккі, Індіана, Іллінойс, Джорджія, Флорида, округ Колумбія, Делавер, Арканзас, Західна Вірджинія, Вірджинія, Техас, Теннессі, Південна Кароліна, Пенсильванія, Оклахома, Огайо, Північна Кароліна, Нью-Джерсі, Міссурі, Алабама, Нью-Йорк.
Населяє сухі або піщані пагорбові чи гористі ділянки. Росте на висотах 0–800 м.

## Використання
Виробництво жолудів може розпочатися у віці 25 років, але досягає свого піку у віці від 50 до 75 років. Жолуді забезпечують їжею численні дикі види. Дуб заготовляється на пиломатеріали, які використовуються для загального будівництва та меблів.

## Загрози
Дуб сприйнятливий до грибка Ceratocystis fagacearum але чисельність виду вважається стабільною.

## Галерея

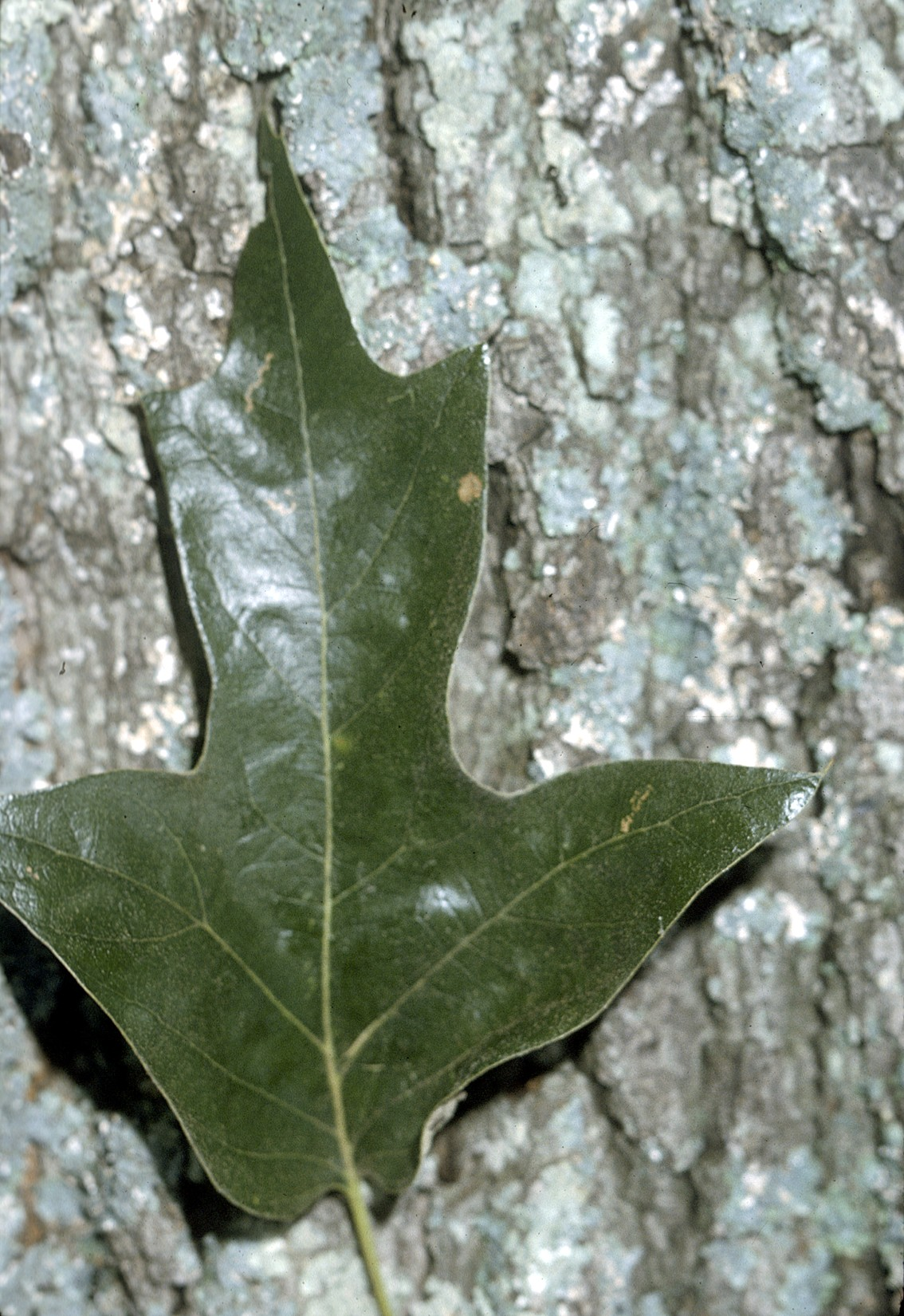
листок на тлі стовбура
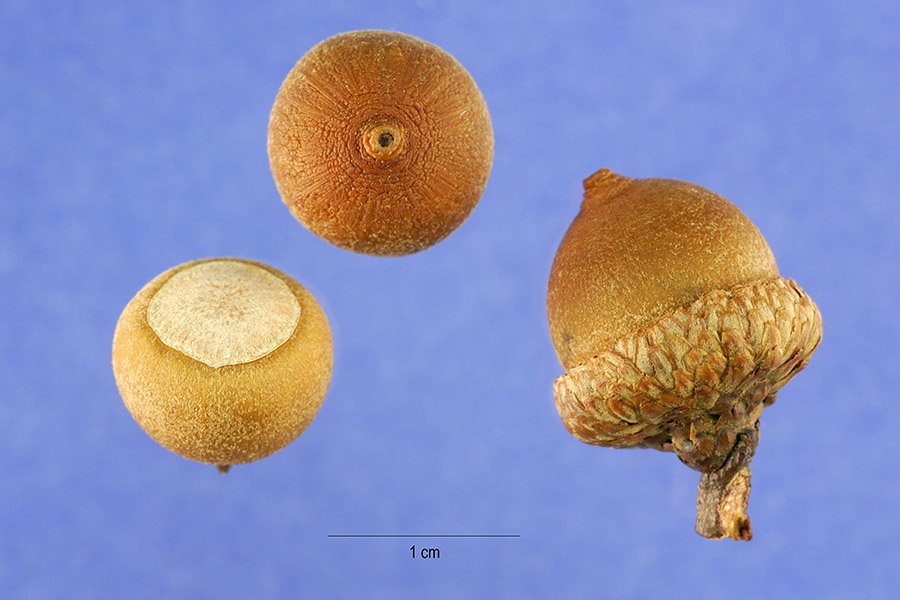
жолуді
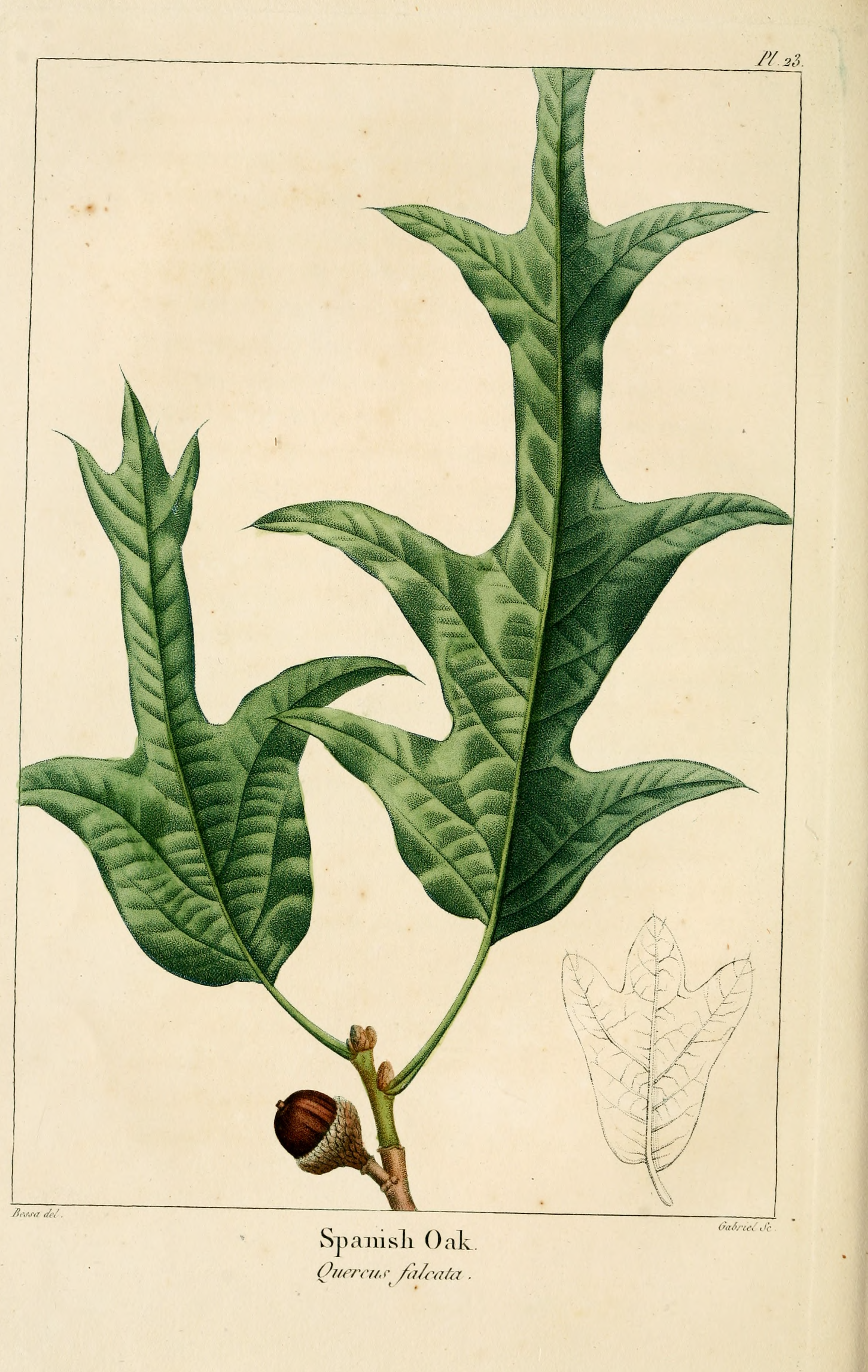
ілюстрація